# رادار لیختن‌اشتاین

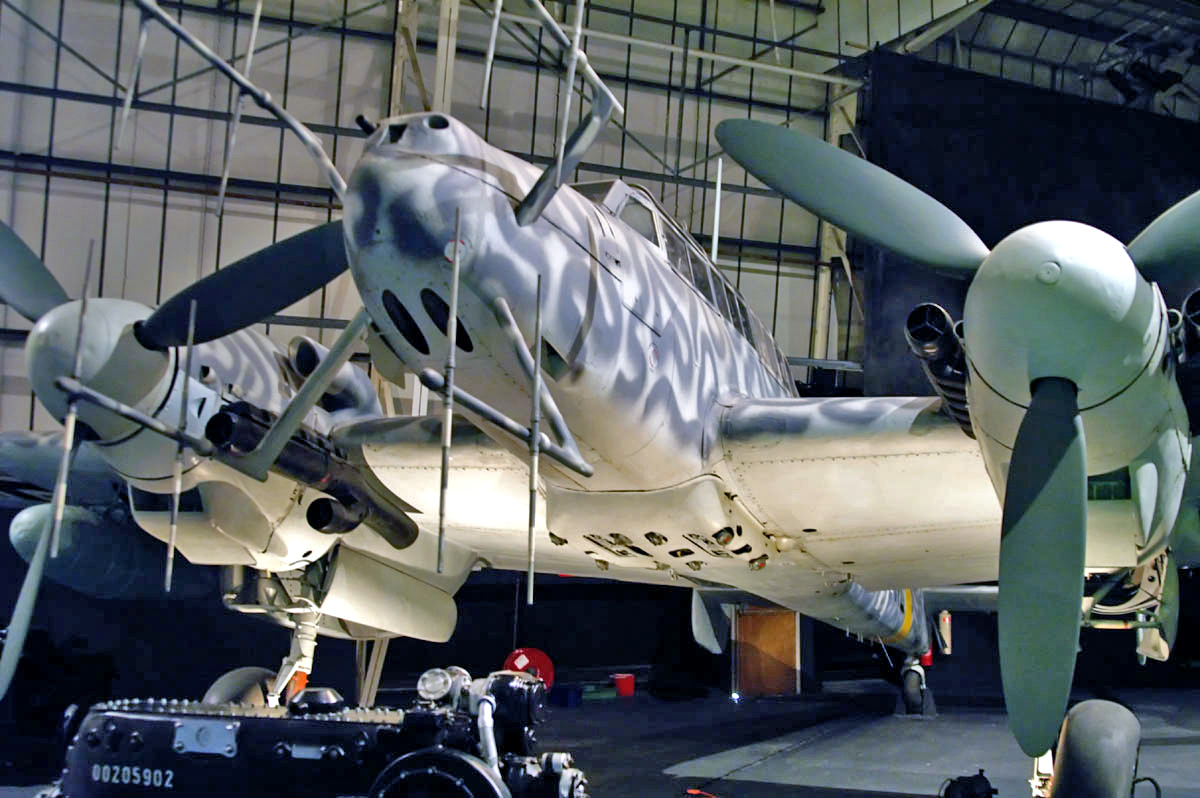
یک هواپیمای مسرشمیت بی‌اف ۱۱۰ مجهز به رادار نسل اول FuG 220 موجود در موزه‌ی نیروی هوایی سلطنتی بریتانیا

رادار لیختن‌اشتاین (انگلیسی: Lichtenstein radar) یکی از نخستین رادارهای هواپایه‌ای بود که در اختیار نیروی هوایی آلمان نازی در زمان جنگ جهانی دوم قرار گرفت و برای اولین بار منحصرا برای رهگیری هوایی به کار گرفته شد. این رادار توسط شرکت تلفن‌کن آلمان تولید شد و حداقل چهار گونه‌ی  FuG 202 B/C، FuG 212  C-1، FuG 220 SN-2 و نیز مدل به ندرت استفاده‌شده‌ی FuG 228 SN-3 داشت (FuG‌ مخفف واژه‌ی آلمانی Funk-Gerät به معنای ست رادیویی است). از این رادار به طور گسترده روی جنگنده‌های شبانه آلمان در زمان جنگ استفاده شد.